# Lota de Alvor
A Lota de Alvor é um edifício histórico na localidade de Alvor, no Município de Portimão, em Portugal. Funcionou como lota desde os inícios do século XX até à transição dos anos 80 para os 90, e em 2023 foi convertido num espaço turístico, social e cultural.

## Descrição
O edifício encontra-se na área ribeirinha de Alvor, no Largo da Ribeira, e nas imediações de outros monumentos da vila, como a Estação de Socorros a Náufragos, a Igreja Paroquial e o Morábito de São João. Consiste numa antiga lota, onde eram vendidos, em regime de leilão, os produtos dos pescadores locais, e que foi convertido num espaço de dinamização social e de informação aos visitantes. Devido à sua posição central nas actividades piscatórias de Alvor, é considerado como um imóvel de grande valor patrimonial na freguesia, em conjunto com o posto do salva-vidas, sendo também um dos principais símbolos turísticos de Alvor.
Tem uma planta simples, de forma quadrada, e um único piso, com cobertura em dois telhados de quatro águas.

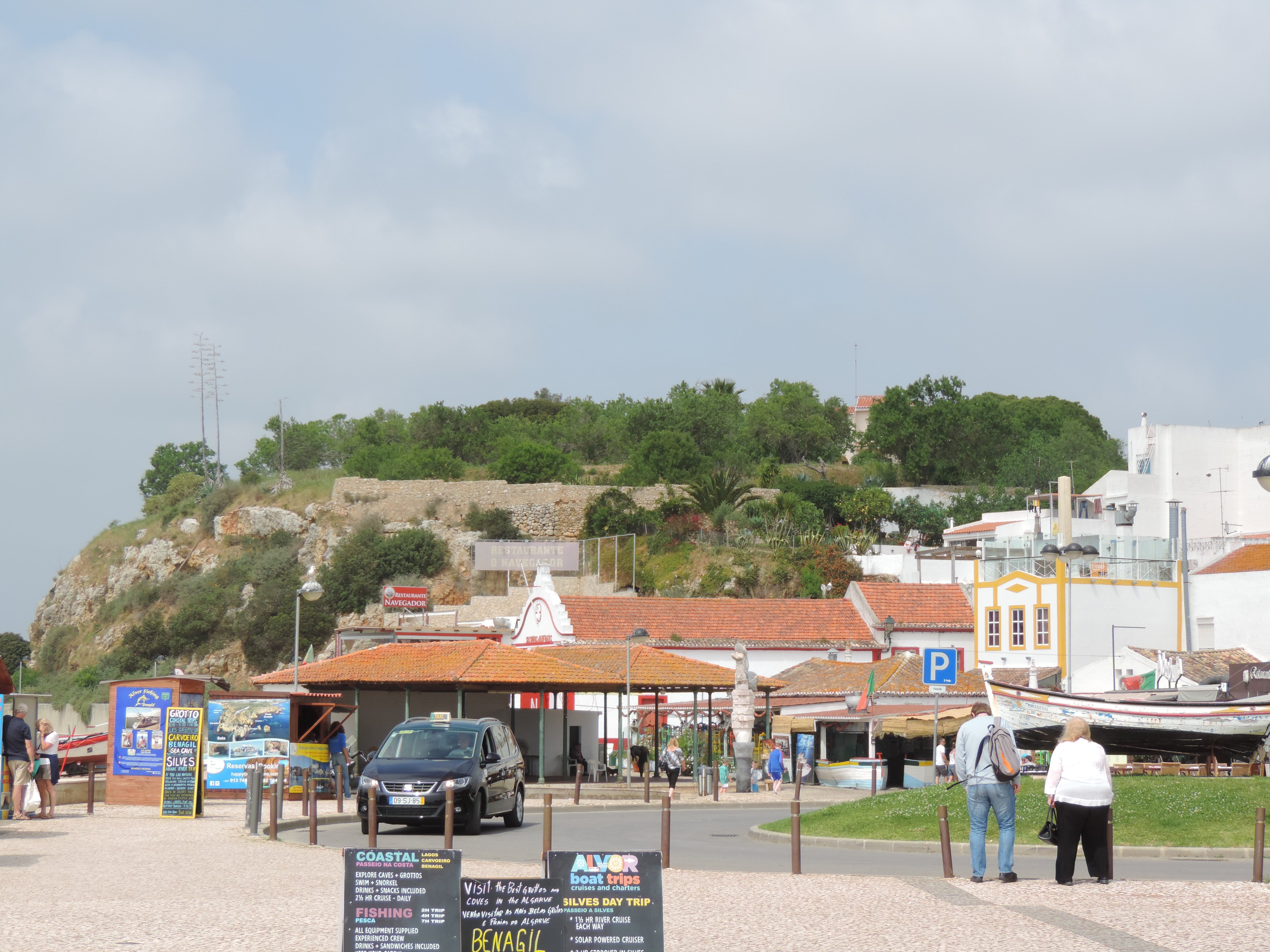
Frente ribeirinha de Alvor, em 2017. No centro encontra-se a lota, e atrás e visível a Estação de Socorros a Náufragos de Alvor.

## História
Foi construída nos princípios do século XX. Deixou de funcionar como lota nos finais da década de 1980 e princípios da de 1990, no âmbito de um programa de centralização de todas as lotas do concelho no Parchal, sob a administração da Docapesca. Em 1988 foi aqui filmado parte do documentário Os Pescadores, produzido pela Rádio Televisão Portuguesa, onde ficou registado o funcionamento da lota.
Em 2020, a Câmara Municipal de Portimão iniciou o processo para a requalificação da antiga lota, tendo as obras começado em 2022. Os trabalhos incidiram principalmente sobre as fachadas e o interior, tendo a autarquia explicado que «a intervenção em curso passa pela recuperação das antigas bancadas do peixe e dos pilares de ferro, sendo também substituídos todos os materiais de alvenaria e a cobertura, que se encontrava degradada, de forma a permitir que este espaço emblemático contribua para a perpetuação dos conhecimentos e transmissão de saberes da comunidade local, ligada ao mar e à pesca».
A ideia era converter o edifício num espaço de dinamização cultural, destinado principalmente aos pescadores reformados que o utilizam como espaço de convívio, e os turistas que visitam a vila. No interior da antiga lota foi instalado um quiosque interactivo com informações sobre a história da vila e da pesca na Ria de Alvor. Pretendia-se igualmente aproveitar o imóvel como um espaço para eventos e exposições, tanto de forma isolada como integrada em roteiros turísticos e culturais, como concertos e demonstrações gastronómicas, além de mercados de peixe onde fosse recriado o ambiente quotidiano da lota, quando esteve em funcionamento. Esta intervenção foi feita no âmbito do programa MAR2020 da autarquia, tendo custado cerca de 234.000 euros, dos quais mais de 198.000 euros foram financiados por fundos comunitários. Contou com o apoio do Museu de Portimão, que recolheu os testemunhos das populações locais, que foram compilados no quiosque. Em 11 de Março de 2023, teve lugar a cerimónia de inauguração da lota após as obras, no âmbito das comemorações dos 35 anos da elevação de Alvor a vila.